# ISO 7010

El símbolo del estándar para "Salida".

ISO 7010 es una norma ISO para símbolos gráficos de peligro en señales de seguridad, incluyendo las que indican salidas de emergencia. Usa los colores y principios establecidos en ISO 3864 para estos símbolos, y su intención es dar "información de seguridad que depende lo mínimo en el uso de palabras para alcanzar entendimiento" Es distinto del Sistema Globalmente Armonizado de Clasificación y Etiquetado de Productos Químicos especificado por las Naciones Unidas para estandarizar la clasificación y etiquetación de  materiales peligrosos.
Como de septiembre de 2022, la última versión es ISO 7010:2019, con 6 modificaciones publicadas. Esta revisión cancela y reemplaza ISO 20712-1:2008, incorporando las señales de seguridad en agua y playas especificadas en él.

## Color y forma
ISO 7010 especifica cinco combinaciones de color y forma para distinguir entre el tipo de información presentada.
| Tipo de señal                    | Significado                   | Color (según ISO 7010) | Forma                                         | Ejemplo                          |
| -------------------------------- | ----------------------------- | ---------------------- | --------------------------------------------- | -------------------------------- |
| Señal de prohibición             | Prohibición                   | Rojo                   | Círculo con línea diagonal                    | No encender fuego                |
| Señal de obligación              | Obligación                    | Azul                   | Círculo                                       | Use protección auditiva          |
| Señal de advertencia             | Advertir de un peligro        | Amarillo               | Triángulo equilátero con esquinas redondeadas | Materiales explosivos            |
| Señal de condición de seguridad  | Equipo de seguridad y salidas | Verde                  | Cuadrado o rectangular                        | Punto de encuentro de evacuación |
| Señal de equipo contra incendios | Equipo contra incendios       | Rojo                   | Cuadrado                                      | Extintor                         |

## Lista
ISO registra y lista pictogramas recomendados, los cuales llama "señales de seguridad", en su sitio web, ISO.org. El estándar ISO da un número de registro a pictogramas que son oficialmente parte del estándar ISO 7010. Los números tienen una letra al principio para indicar el tipo del pictograma:
- E - Señales de condición de seguridad.
- F - Señales de equipo contra incendios.
- P - Señales de prohibición.
- M - Señales de obligación.
- W - Señales de advertencia.[5]

### Condición de seguridad

E001 – Salida de emergencia (a la izquierda)
E002 – Salida de emergencia (a la derecha)
E003 – Primeros auxilios
E004 – Teléfono de emergencia
E005 – Flecha de dirección (ángulo de 90°) (Retirado)
E006 – Flecha de dirección (ángulo de 45°) (Retirado)
E007 – Punto de encuentro de evacuación
E008 – Rompa para obtener acceso
E009 – Doctor
E010 – Desfibrilador cardíaco externo automático
E011 – Estación de lavado de ojos
E012 – Ducha de seguridad
E013 – Camilla
E014 – Sistema de detección de presencia y orientación de asientos infantiles (CPOD)
E015 – Agua potable
E016 – Ventana de emergencia con escalera de escape
E017 – Ventana de rescate
E018 – De vuelta en sentido antihorario para abrir
E019 – De vuelta en sentido horario para abrir
E020 – Botón de parada de emergencia
E021 – Refugio de protección
E022 – Empuje en el lado izquierdo para abrir
E023 – Empuje en el lado derecho para abrir
E024 – Refugio temporal de evacuación
E025 – Martillo de emergencia
E026 – Salida de emergencia para personas que no pueden caminar o con discapacidad para caminar (izquierda)
E027 – Bolsa de agarre médica
E028 – Resucitador de oxígeno
E029 – Dispositivo de respiración de escape de emergencia
E030 – Salida de emergencia para personas que no pueden caminar o con discapacidad para caminar  (derecha)
E031 – Alarma general a bordo
E032 – Punto de encuentro de evacuación a bordo
E033 – Deslice a la derecha para abrir
E034 – Deslice a la izquierda para abrir
E035 – Cuchillo de balsa salvavidas
E036 – Bote salvavidas
E037 – Bote de rescate
E038 – Balsa salvavidas
E039 – Balsa salvavidas lanzada por un pescante
E040 – Salvavidas
E041 – Salvavidas con línea
E042 – Salvavidas con luz
E043 – Salvavidas con línea y luz
E044 – Chaleco salvavidas
E045 – Chaleco salvavidas para niños
E046 – Chaleco salvavidas infantil
E047 – Transpondedor de búsqueda y rescate
E048 – Señal de socorro en embarcaciones de supervivencia
E049 – Bengala de paracaídas
E050 – Aparato de lanzamiento de línea
E051 – Aparato radiotelefónico VHF bidireccional
E052 – Radiobaliza de posición de emergencia
E053 – Escalera de embarque
E054 – Tobogán de evacuación marina
E055 – Conducto de evacuación marina
E056 – Ropa de supervivencia
E057 – Agarre en el lado izquierdo para abrir
E058 – Agarre en el lado derecho para abrir
E059 – Escalera de escape
E060 – Silla de evacuación
E061 – Equipo salvavidas de agua
E062 – Área de evacuación de tsunami
E063 – Edificio de evacuación de tsunami
E064 – Atención de primeros auxilios
E065 – Refugio al aire libre de desastres naturales
E067 – Colchón de evacuación
E068 – Salvavidas con humo y luz
E069 – Punto de llamada de persona a bordo
E070 – Elevador de evacuación para personas que no pueden usar escaleras

### Equipo contra incendios

F001 – Extintor
F002 – Carrete de manguera contra incendios
F003 – Escalera contra incendios
F004 – Colección de equipo contra incendios
F005 – Punto de llamada de alarma contra incendios
F006 – Teléfono de emergencia contra incendios
F007 – Puerta de protección contra incendios
F008 – Batería contra incendios
F009 – Extintor en ruedas
F010 – Aplicador de espuma portátil
F011 – Rociador de agua nebulizada
F012 – Instalación contra incendios
F013 – Botella extintora
F014 – Estación de liberación remota
F015 – Monitor de incendios
F016 – Manta contra incendios
F017 – Elevador de bomberos
F018 – Alarma de incendio de luz
F019 – Manguera contra incendios desconectada

### Obligación

M001 – Señal general de acción obligatoria
M002 – Consulte el manual de instrucciones
M003 – Use protección auditiva
M004 – Use protección para ojos
M005 – Conecte un terminal de tierra al suelo
M006 – Desconecte el enchufe del toma de corriente
M007 – Use protección para ojos opaca
M008 – Use protección en los pies
M009 – Use guantes de protección
M010 – Use ropa de protección
M011 – Lave sus manos
M012 – Use el pasamanos
M013 – Use protector facial
M014 – Use protección en la cabeza
M015 – Use ropa de alta visibilidad
M016 – Use mascarilla
M017 – Use protección respiratoria
M018 – Use un arnés de seguridad
M019 – Use una máscara de soldadura
M020 – Use el cinturón de seguridad
M021 – Desconecte antes de reparar o poner en mantenimiento
M022 – Use crema de barrera
M023 – Use el puente peatonal
M024 – Use este camino
M025 – Proteja los ojos del infante con protección para ojos opaca
M026 – Use un delantal de seguridad
M027 — Instale o compruebe el protector
M028 — Instale candados y mantenga cerrado
M029 — Toque su bocina
M030 — Tire basura en el cubo de basura
M031 — Use el protector ajustable de la sierra de mesa
M032 — Use calzado antiestático
M033 — Baje la barra de seguridad del telesilla de esquí
M034 — Suba la barra de seguridad del telesilla de esquí
M035 — Salga del camino de sirga en el evento de caer
M036 — Suba la punta de la tabla de esquí
M037 — Cierre y asegure la escotilla (Secuencia de lanzamiento de bote salvavidas)
M038 — Encienda el motor (Secuencia de lanzamiento de bote salvavidas)
M039 — Baje el bote salvavidas al agua (Secuencia de lanzamiento de bote salvavidas)
M040 — Baje la balsa salvavidas al agua (Secuencia de lanzamiento de bote salvavidas)
M041 — Baje el bote de rescate al agua (Secuencia de lanzamiento de bote salvavidas)
M042 — Suelte los ganchos sosteniendo el bote salvavidas (Secuencia de lanzamiento de bote salvavidas)
M043 — Encienda los rociadores de agua para el bote salvavidas (Secuencia de lanzamiento de bote salvavidas)
M044 — Encienda el suministro de aire para el bote salvavidas (Secuencia de lanzamiento de bote salvavidas)
M045 — Suelte las cuerdas (Secuencia de lanzamiento de bote salvavidas)
M046 — Asegure los cilindros de gas
M047 — Use un equipo de respiración autónoma
M048 — Use un detector de gas
M049 — Use equipo de protección para el deporte
M050 — Salga del tobogán para trineos a la izquierda
M051 — Salga del tobogán para trineos a la derecha
M052 — Mantenga una distancia segura entre trineos
M053 — Use un chaleco salvavidas
M054 — Supervise a niños durante actividades acuáticas
M055 – Mantenga lejos del alcance de niños
M056 – Ventile antes de entrar y cuando entre
M057 – Mantenga ventilación continua
M058 – Entre solo con supervisor afuera
M059 – Use una bata de laboratorio
M060 – Sostenga el mango del carro

### Prohibición

P001 – Señal general de prohibición
P002 – No fumar
P003 – No encender fuego
P004 – No pasar
P005 – Agua no potable
P006 – Prohibido el paso a caretillas elevadoras y vehículos industriales
P007 – Prohibido el paso a personas con dispositivos cardiacos implantados
P008 – Artículos metálicos o relojes prohibidos
P009 – No escalar
P010 – No tocar
P011 – No extinguir con agua
P012 – No poner carga pesada
P013 – Teléfonos móviles activados prohibidos
P014 – Prohibido el paso a personas con implantes metálicos
P015 – No meter su mano
P016 – No rociar con agua
P017 – No empujar
P018 – No sentarse
P019 – No pararse en superficie
P020 – No usar el elevador en caso de incendio
P021 – Prohibido el paso a perros
P022 – No comer o beber
P023 – No obstruir el paso
P024 – No caminar o pararse aquí
P025 – No usar el andamio incompleto
P026 – No usar el dispositivo en una bañera, ducha o depósito de agua
P027 – No usar este elevador para personas
P028 – No usar guantes
P029 – No fotografiar
P030 – No hacer nudos en la cuerda
P031 – No cambiar el estado del interruptor
P032 – No usar para amolar frontalmente
P033 – No usar para amolar húmedamente
P034 – No usar con amoladora de mano
P035 – No usar calzado con detalles metálicos
P036 – Prohibido el paso a niños
P037 – No salir del camino de sirga
P038 – No balancearse en la silla
P039 – No hacer trabajos en caliente
P040 – No encender fuegos artificiales
P041 – No apoyarse
P042 – No para uso de mujeres embarazadas
P043 – No usar en estado de intoxicación
P044 – No usar lentes inteligentes
P045 – Fogatas prohibidas
P046 – No salir fuera del tobogán
P047 – No chocar en el tobogán
P048 – No correr
P049 – No nadar
P050 – No bucear
P051 – No hacer buceo subacuático
P052 – No lanzarse al agua
P053 – No navegar
P054 – No hacer windsurf
P055 – Embarcaciones no mecánicas prohibidas
P056 – Embarcaciones mecánicas prohibidas
P057 – Motos acuáticas prohibidas
P058 – No hacer esquí acuático
P059 – No hacer surf
P060 – Calzado de exterior prohibido
P061 – No saltar al agua
P062 – No empujar al agua
P063 – No hacer bodyboard
P064 – No hacer surf entre las banderas rojas y amarillas
P065 – No hacer kitesurf
P066 – No hacer paravelismo
P067 – Yates de arena prohibidos
P068 – No exponer a la luz del sol directa o a superficie caliente
P069 – No para ser atendido por usuarios
P070 – No poner el dedo en la boquilla del hidromasaje
P071 – No cruzar la barrera
P072 – No saltar hacia abajo
P073 – No cerrar tapa cuando los quemadores estén encendidos
P074 – Instalaciones de asientos infantiles prohibidas

### Advertencia

W001 – Señal general de advertencia
W002 – Materiales explosivos
W003 – Material radioactivo o radiación ionizante
W004 – Rayo láser
W005 – Radiación no ionizante
W006 – Campo magnético
W007 – Obstáculo a nivel de suelo
W008 – Riesgo de caída
W009 – Riesgo biológico
W010 – Riesgo de baja temperatura
W011 – Superficie resbaladiza
W012 – Riesgo de electricidad
W013 – Perro guardián
W014 – Carretillas elevadoras y otros vehículos industriales
W015 – Carga suspendida
W016 – Material toxico
W017 – Superficie caliente
W018 – Encendido automático
W019 – Trituración por partes móviles
W020 – Obstáculo en lo alto
W021 – Material inflamable
W022 – Elemento afilado
W023 – Sustancia corrosiva
W024 – Aplastamiento de manos
W025 – Rodillos contrarrotantes
W026 – Carga de batería
W027 – Radiación óptica
W028 – Sustancia oxidante
W029 – Cilindro presurizado
W030 – Lesión en mano por prensa
W031 – Lesión en mano por piezas moviéndose en máquina plegadora
W032 — Movimiento rápido de piezas de máquina plegadora
W033 — Alambre de púas
W034 — Toro
W035 – Objetos cayendo
W036 — Techo frágil
W037 — Lesión por vehículo automatizado o de control remoto
W038 — Ruidos fuertes repentinos
W039 – Picos de hielo cayendo
W040 — Avalancha de techo
W041 — Peligro respiratorio
W042 — Peligro de arco eléctrico
W043 — Hielo fino
W044 — Rampa
W045 — Área de esquí acuático
W046 — Área de surf
W047 — Aguas profundas
W048 — Aguas poco profundas
W049 — Objetos sumergidos
W050 — Caída repentina en piscina
W051 — Ausencia de guardarraíl
W052 — Borde de acantilado inestable
W053 — Acantilado inestable
W054 — Tiburones
W055 — Aguas residuales
W056 — Zona de peligro de tsunami
W057 — Corrientes fuertes
W058 — Área de navegación
W059 — Área de yates de arena
W060 — Mareas entrantes
W061 — Arena movediza, barro profundo o hendidura
W062 — Área de kitesurf
W063 — Área de paravelismo
W064 — Vientos fuertes
W065 — Olas grandes
W066 — Caída repentina a aguas profundas
W067 — Caimanes y cocodrilos
W068 – Caída al agua al pisar superficie flotando
W069 – Medusas
W070 – Bajada
W071 – Sustancia o mezcla que presenta un riesgo a la salud
W072 – Sustancia o mezcla que presenta un riesgo al medioambiente
W073 – Zona de incendio a gran escala
W074 – Zona de tornado
W075 – Zona de volcán activo
W076 – Zona de flujo de escombros
W077 – Zona de inundaciones
W078 – Zona de derrumbe